# Coelogyne remediosae
Coelogyne remediosae é uma espécie de orquídea epífita, família Orchidaceae, originária das Filipinas.